# Ґреґорі Гобліт
Ґреґорі Кінґ Гобліт (англ. Gregory King Hoblit; 27 листопада 1947, Абілін, Техас, США) — американський кінорежисер та продюсер. Відомий завдяки тому, що був продюсером та режисером серіалу Блюз Гілл-Стріт. Нагороджений премію «Еммі». Гобліт працює зазвичай у тандемі зі Стівеном Боко.

## Життєпис
Народився Ґрегорі Гобліт 27 листопада 1947 року в Абіліні, штат Техас, у сім'ї Гарольда Фостера Гобліта і Елізабет Габбард Кінґ. Закінчив університет Берклі та Каліфорнійський університет за спеціальністю телебачення і кінематографія.
Ґрегорі Гобліт почав свою телевізійну кар'єру на місцевому чиказькому каналі з посади помічника продюсера. Потім, у кінці 70-х, повернувся в Лос-Анджелес і став помічником продюсера серіалу 'Loose Change' (1978).

## Особисте життя
Був одружився з акторкою Деброю Фарентіно (1994–2009). У шлюбі народилась дочка Софі (1995).

## Фільмографія
Режисер
- 2008 — «Той, що не залишає сліду» / Untraceable
- 2007 — «Перелом» / Fracture
- 2002 — «Війна Гарта» / Hart's War
- 2000 — «Радіохвиля» / Frequency
- 1998 — «Занепалий» / Fallen
- 1996 — «Первісний страх» / Primal Fear
- 1993 — «Випуск 61-го» / Class of '61
- 1993—1994 — «Поліція Нью-Йорка» / NYPD Blue
- 1986—1988 — «Закон Лос-Анджелеса» / L.A. Law
- 1983 — «Бей-Сіті Блюз» / Bay City Blues
- 1981—1984 — «Блюз Гілл-Стріт» / Hill Street Blues

Сценарист
- 1981—1984 — «Блюз Гілл-Стріт» / Hill Street Blues

Продюсер
- 2015 — Штам / The Strain
- 2014 — Американці / The Americans
- 2013 — Понеділок вранці / Monday Mornings
- 2002 — «Війна Гарта» / Hart's War
- 1986—1987 — «Закон Лос-Анджелеса» / l.a. Law * 2000 — Радіохвиля / Frequency
- 1993—1994 — «Поліція Нью-Йорка» / NYPD Blue
- 1983 — «Бей-Сіті Блюз» / Bay City Blues
- 1981—1984 — «Блюз Гілл-Стріт» / Hill Street Blues
- 1979 — Париж / Paris
- 1978 — «Доктор Стрейндж» / Dr. Strange